# Liste der Biografien/Brang
Liste der Biografien |
Portal Biografien |
Personensuche
# |
A |
B |
C |
D |
E |
F |
G |
H |
I |
J |
K |
L |
M |
N |
O |
P |
Q |
R |
S |
T |
U |
V |
W |
X |
Y |
Z |
?
 
Ba |
Be |
Bd |
Bg |
Bh |
Bi |
Bj |
Bl |
Bm |
Bn |
Bo |
Br |
Bs |
Bu |
Bw |
By |
Bz
 
Bra |
Brc |
Brd |
Bre |
Brg |
Bri |
Brj |
Brk |
Brl |
Brn |
Bro |
Brp–Brt |
Bru |
Brv |
Bry |
Brz
 
Braa |
Brab |
Brac |
Brad |
Brae |
Braf |
Brag |
Brah |
Brai |
Braj |
Brak |
Bral |
Bram |
Bran |
Brao |
Braq |
Brar |
Bras |
Brat |
Brau |
Brav |
Braw |
Brax |
Bray |
Braz
 
Brana |
Branc |
Brand |
Brane |
Branf |
Brang |
Branh |
Brani |
Brank |
Branl |
Brann |
Brano |
Branq |
Brans |
Brant |
Brany |
Branz
Die Liste der Biografien führt alle Personen auf, die in der deutschsprachigen Wikipedia einen Artikel haben. Dieses ist eine Teilliste mit 9 Einträgen von Personen, deren Namen mit den Buchstaben „Brang“ beginnt.

## Brang
- Brang, Peter (1897–1983), deutscher Schauspieler und Regisseur
- Brang, Peter (1924–2019), Schweizer Slawist
- Brang, Peter Paul (1852–1925), rumänisch-österreichischer Architekt
- Brang, Tim (* 1997), deutscher Leistungssportler im Rettungssport

### Brange
- Brangers, Jordan (* 1995), US-amerikanischer Basketballspieler

### Brangs
- Brangs, Stefan (* 1964), deutscher Politiker (SPD), MdL

### Brangw
- Brangwin, Kenneth (1907–1983), britischer Sprinter
- Brangwyn, Frank (1867–1956), walisischer Maler, Grafiker, Illustrator und Designer
- Brangwynne, Clifford, irisch-amerikanischer Biophysiker